# Oedichira pachydactyla
Oedichira pachydactyla är en skalbaggsart som beskrevs av Hermann Burmeister 1855. Oedichira pachydactyla ingår i släktet Oedichira och familjen Melolonthidae. Inga underarter finns listade i Catalogue of Life.